# 戈尔达板块

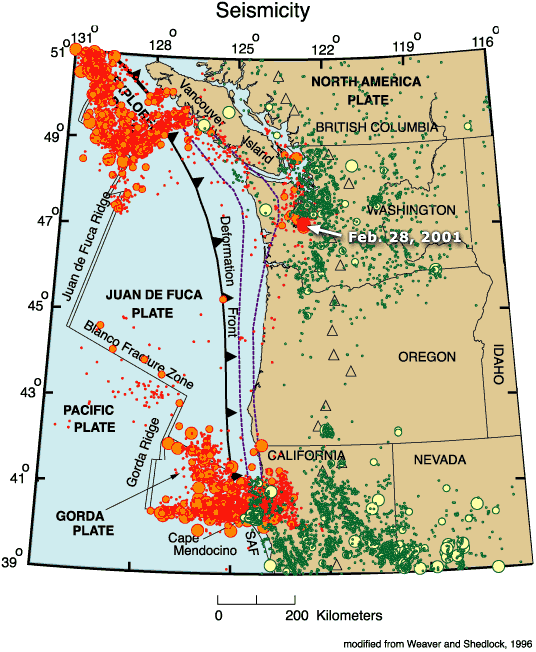
戈尔达板块地图

戈尔达板块位于北加利福尼亚州以西的太平洋中，是法拉龙板块的北部残遗之一。在一些文献（例如USGS的地震危害计划）中，它也被简单地看作是与之相邻的胡安·德富卡板块的最南部分。胡安·德富卡板块也是法拉龙板块的残遗之一。在1968年勒皮雄首次提出的六大板块中，这两个板块都是北美洲板块的一部分。
与大多数板块不同，戈尔达板块在边界内部表现出明显的变形。来自相邻的北美洲板块和太平洋板块的压力导致了戈尔达板块内部频繁发生地震，包括1980年7.2级的特立尼达地震，造成了175万美元的经济损失。
戈尔达板块的东界是会聚边界，在北加利福尼亚消减于北美洲板块之下。其南界以一条转换断层——西侧的门多西诺断裂带与东侧的门多西诺断层与太平洋板块相接，这条转换断层是圣安德烈斯断层的延伸。其西界和太平洋板块形成离散边界，即戈尔达海岭。其北界则以另一条转换断层与胡安·德富卡板块相邻。
正在消减中的戈尔达板块造就了北加利福尼亚的两座火山，即沙斯塔山和拉森峰。拉森峰的最后一次喷发发生于1914年－1917年。